# Ciprazepam
Ciprazepam ou cyprazepam é um medicamento sedativo e hipnótico derivado das benzodiazepinas. Tem propriedades ansiolíticas, e também hipnóticas, relaxantes musculoesqueléticas, anticonvulsivantes e amnésicas. 

## Síntese
A fração lactama nos benzodiazepams é ativa para nucleófilos e vários análogos foram feitos explorando isso. 

Síntese de ciprazepam

Por exemplo, o aquecimento de demoxepam com N-ciclopropilmetilamina leva à formação de amidina, o tranquilizante menor do ciprazepam. 